# Маринер 7
Маринер 7 била је америчка летелица из Маринер програма дизајнирана да истражује Марс. Маринер 7 радио је заједно са Маринером 6 који је лансиран неколико дана пре Маринера 7. Ово је представљало први пут да су две летелице радиле заједно на једној мисији. Летелица је анализирала атмосферу Марса на екватору и половима и на Земљу послала стотине слике. Такође, Маринер 7 истраживао је и само тло планете из ваздуха посебним сензорима. Добијени резултати служили су за процену да ли је на Марсу некада постојао живот пошто се сматра да ако је на Марсу икада било живота, то би сигурно оставило трагове у његовој атмосфери или на самој површини.

## Марс
Контакт са летелицом изгубљен је 29. јула 1969. недељу дана пре упарења са Маринером 6. Сигнал је успео да буде детектован пар дана касније и контакт је успостављен користећи помоћну антену. Нека каснија истрживања показала су да је до ове незгоде дошло због процуравања гасова из батерије који су оштетили антену. Касније су и саме батерије отказале. 
Али без обзира на то, Маринер 7 успео је да одради своју мисију и био је репрограмиран у току самог лета ка Марсу. На Земљу је вратио више слика од Маринера 6.
Са снимањем Марса Маринер 7 почео је 2. августа 1969. године у 09:32:33 UT. Снимао је наредних 57 сати и завршио свега 5 сати пре упаривања са маринером 6. Касније, летелица је снимала осветљени део планете, и то јужније него предвиђено. На најмањој удаљености од Марса нашла се у 05:00:49 UT 5. августа и био је 3430 километара изнад површине. Осим истраживања Марса, Маринер 7 за мисију је имао снимање звезда и Млечног пута у ултраљубичастом делу спектра. Снимио је и комету 1969-B.

## Летелица
Маринер 7 и Маринер 6 били су идентични. Тело летелице било је октогоналног облика изграђеног од магнезијума дугачко мање од пола метра. Летелица је поседовала 4 соларна панела и купасту антену на врху тела. Сви интрументи заједно су тежили 57.6 килограма а са соларним панелима и антеном Маринер 7 био је дугачак 6 метара и висок 3.35 метара. Поседовао је софтвер који му је омогућавао синхронизовање и комуникацију са Маринером 6.
Летелица је била стабилизована по све три осе. За оријентацију коришћене су по традицији звезде Сунце и Канопус. Имала је уграђен жироскоп за оријентацију, два пара мотора, два примарна и четири секундарна сунчана сензора. Захваљујући соларним панелима, летелица је могла да се снабдева са око 450 W кад је била код Марса и 800 W кад је била код Земље (више енергије могла је да прикупи близу Земље јер је ближа Сунцу)

## Инструменти
- камере
- Спектрометар у инфрацрвеном делу спектра
- Спектрометар у ултраљубичастом делу спектра
- специјални термометар
- опрема за комуникацију (два канала)
- опрема за контролу флукса и температуре